# Rheinau (Germania)
Rheinau è una città tedesca di 11 343 abitanti, situata nel land del Baden-Württemberg.

## Galleria d'immagini

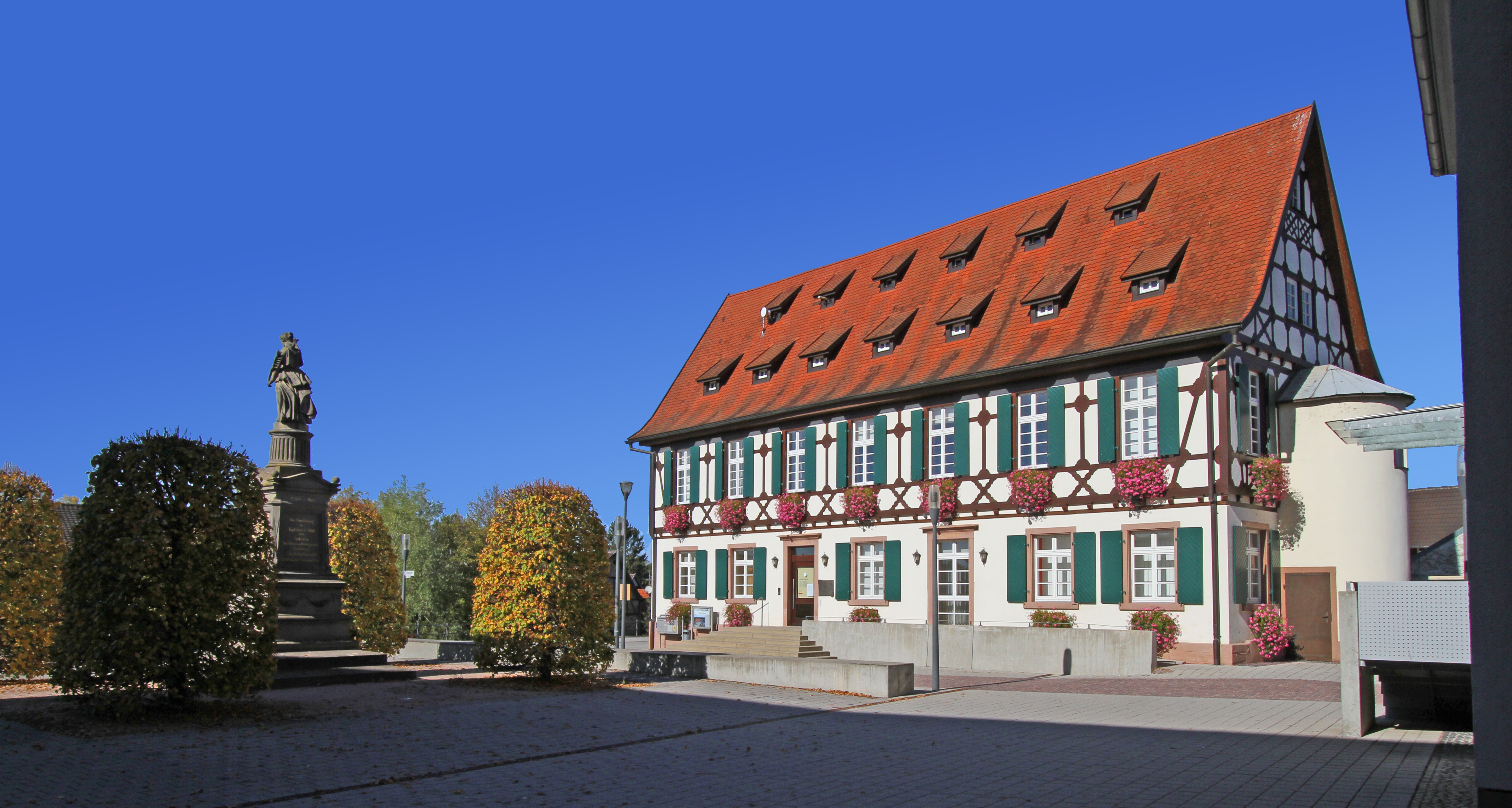
Freistett
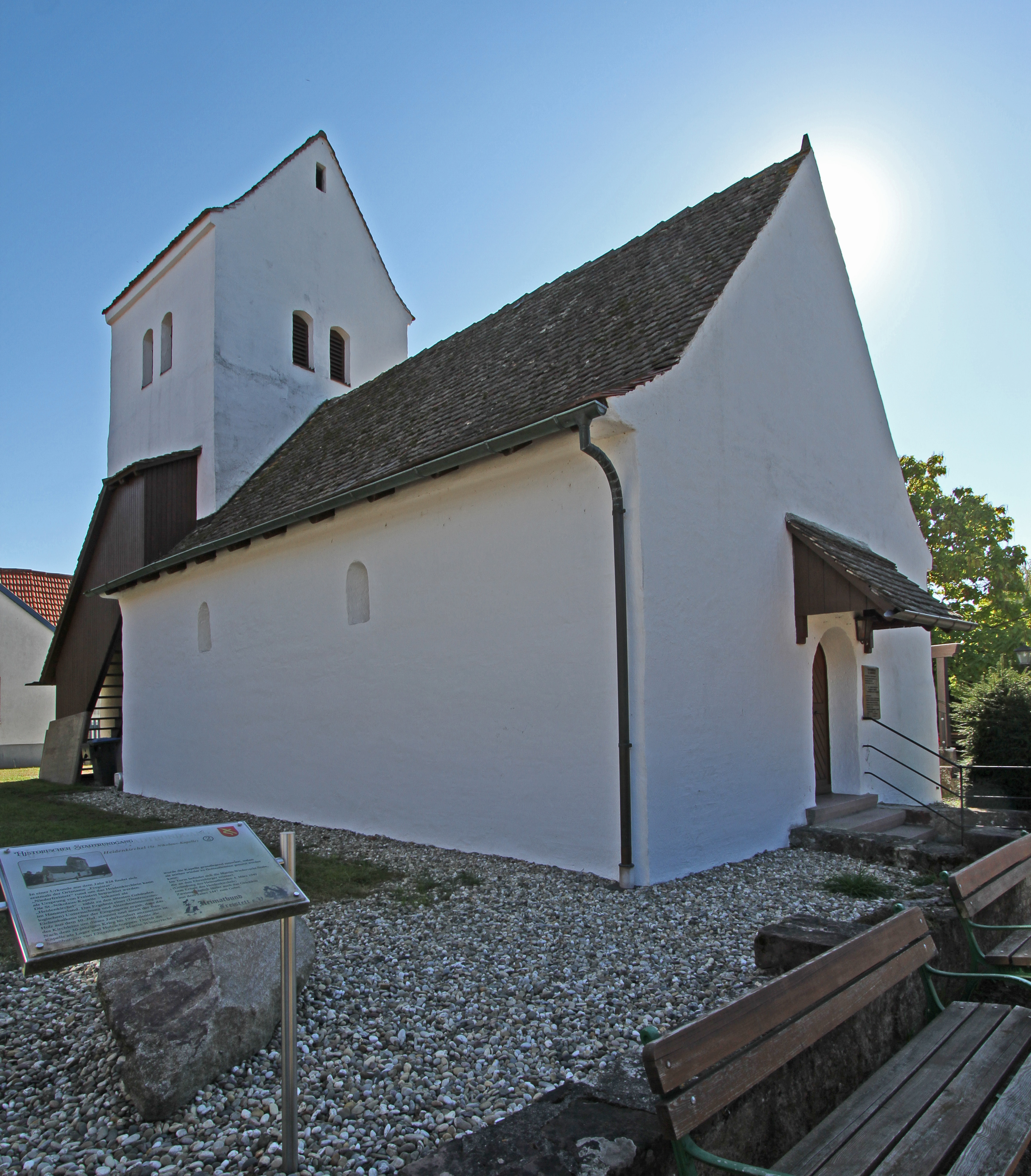
Freistett
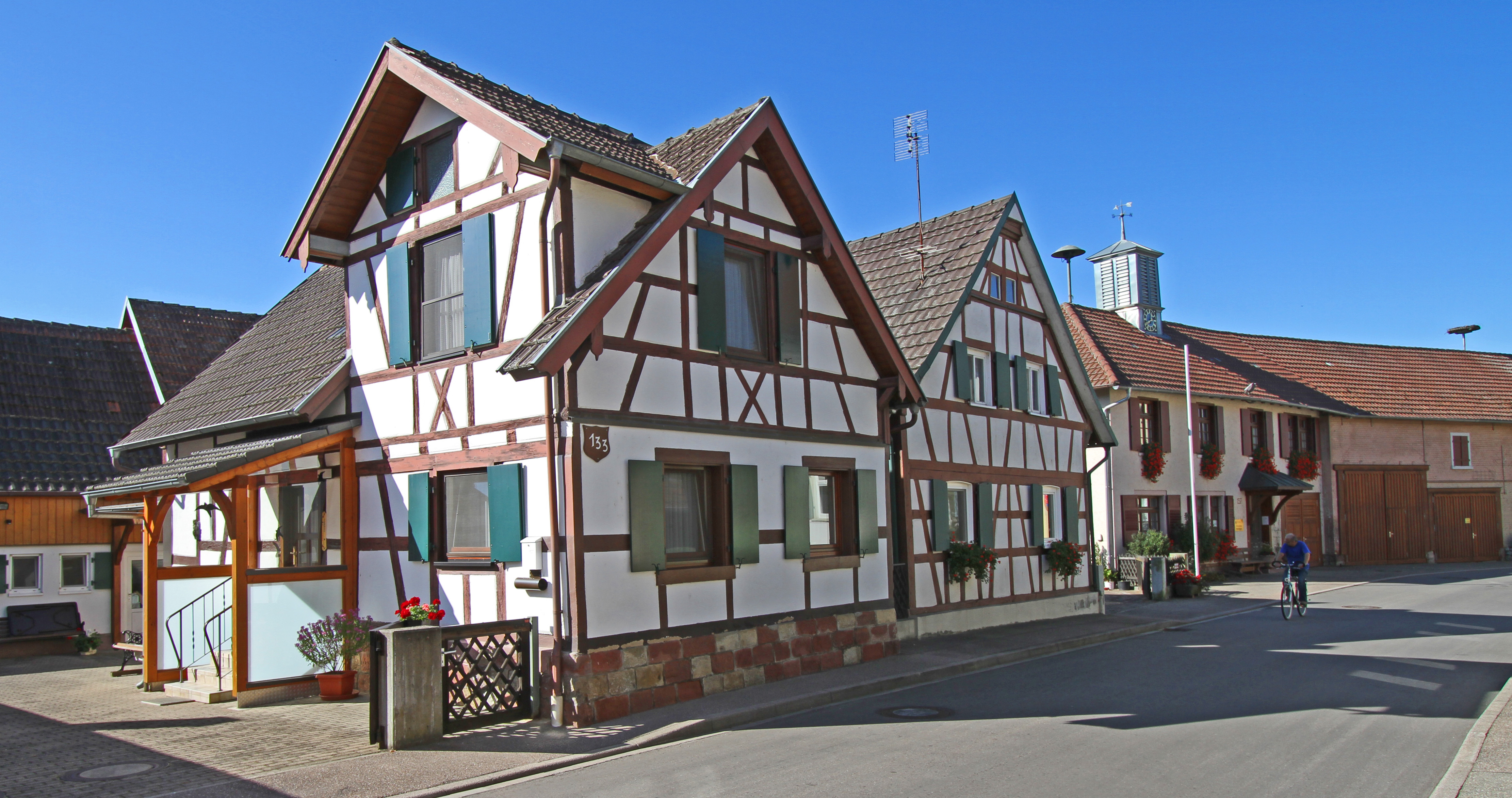
Helmlingen
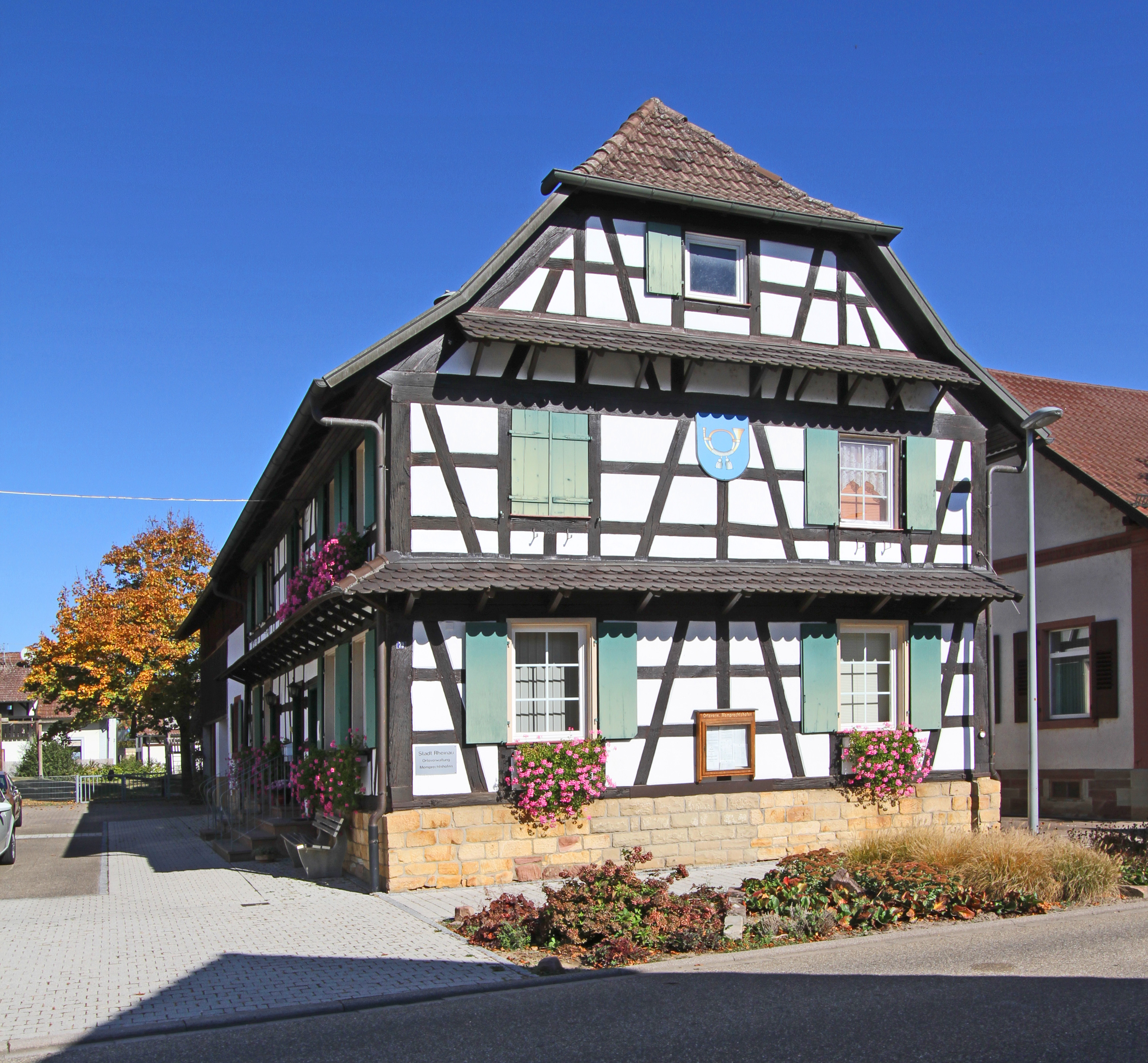
Memprechtshofen
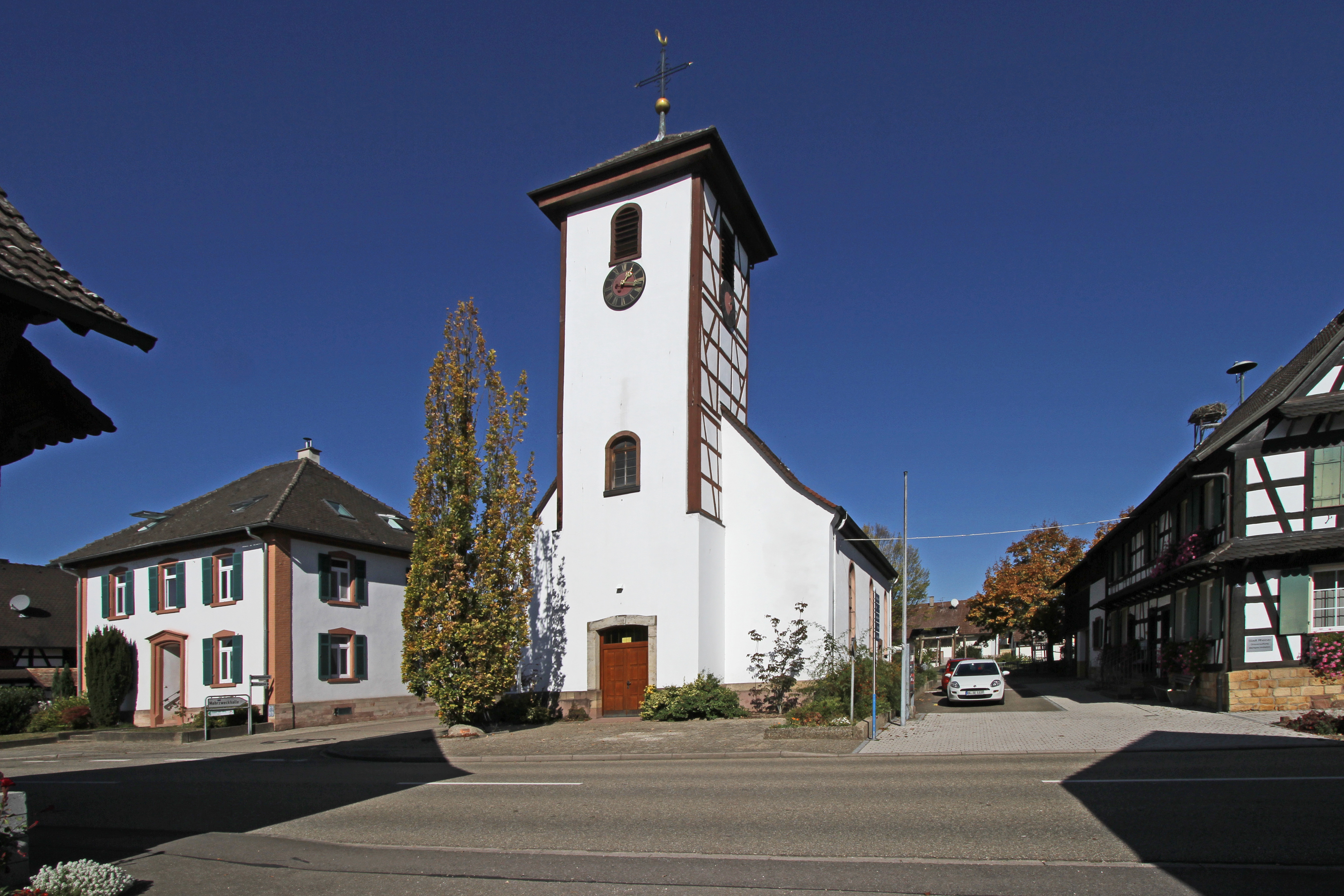
Memprechtshofen
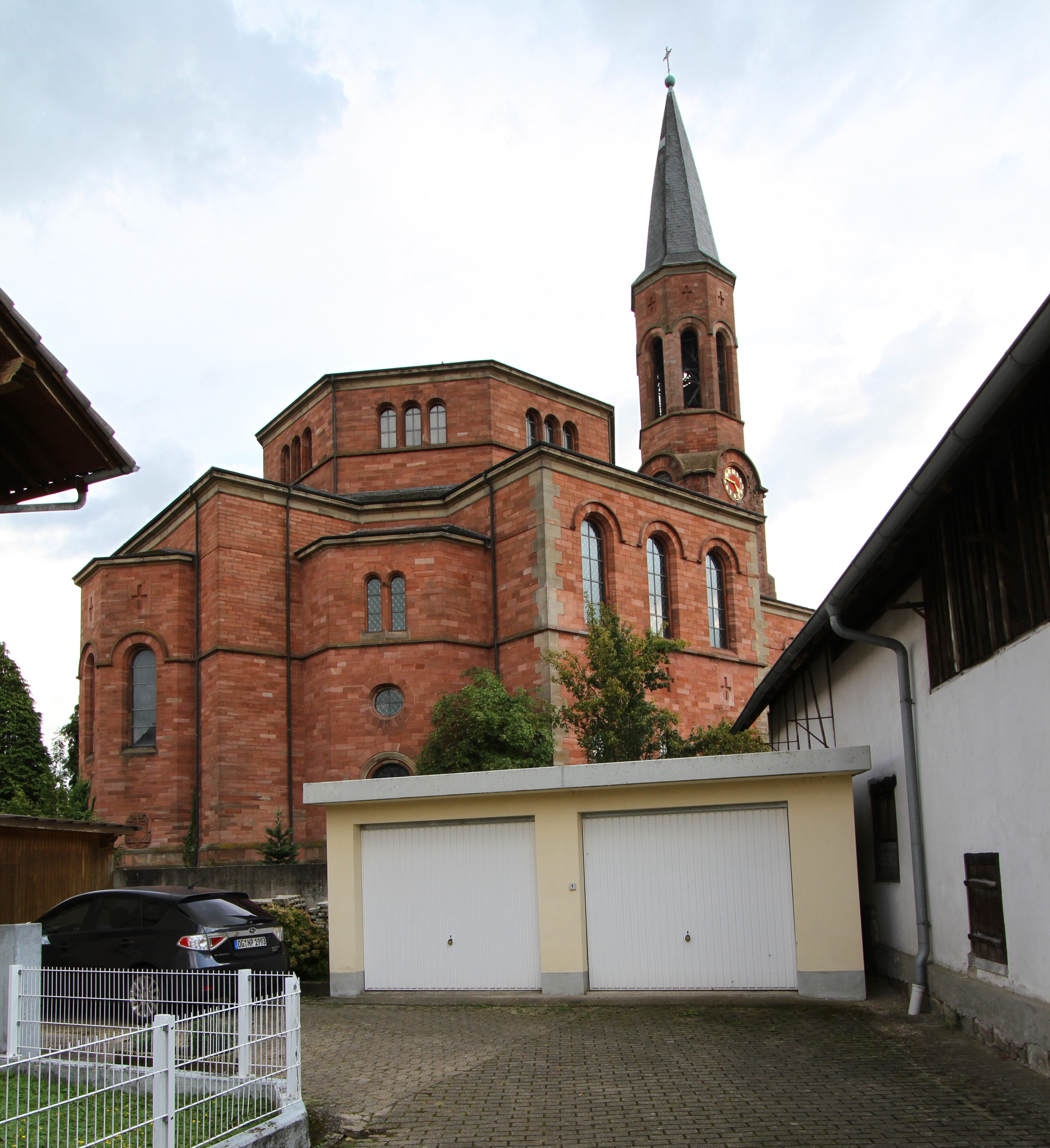
Rheinbischofsheim